# Cascade Provincial Recreation Area
Das Cascade Recreation Area ist ein Schutzgebiet im Südwesten der kanadischen Provinz British Columbia.

## Lage
Das Cascade Recreation Area grenzt an den Manning Provincial Park und bildet gemeinsam mit diesem sowie dem North-Cascades-Nationalpark, der Ross Lake National Recreation Area, der Lake Chelan National Recreation Area, dem Skagit Valley Provincial Park und dem Sx̱ótsaqel/Chilliwack Lake Provincial Park ein geschlossenes Schutzgebiet im Norden der Kaskadenkette.
Der Park schützt auf einer Fläche von 11.858 Hektar das Tal des oberen Tulameen Rivers, höchster Punkt des Parks ist der Snass Mountain mit 2.310 Meter in der Hozameen Range. 
Das Gelände des Parks ist nicht über Straßen erreichbar, Zugang besteht vom Crowsnest Highway via Dewdney Trail oder Whatcom Trail oder über die Whipsaw Creek Road, eine Forststraße, die östlich des Parks endet.

## Naturschutz
Die abgeschiedene Lage des Parks macht ihn zur Heimat etlicher gefährdeter Arten:
- Pika
- Stummelschwanzhörnchen
- Fleckenkauz

Darüber hinaus ist er Rückzugsgebiet etlicher im Süden der Provinz seltener Tierarten:
- Grizzly
- Vielfraß
- Fischermarder
- Goldmantel-Ziesel